# 전립선 안마

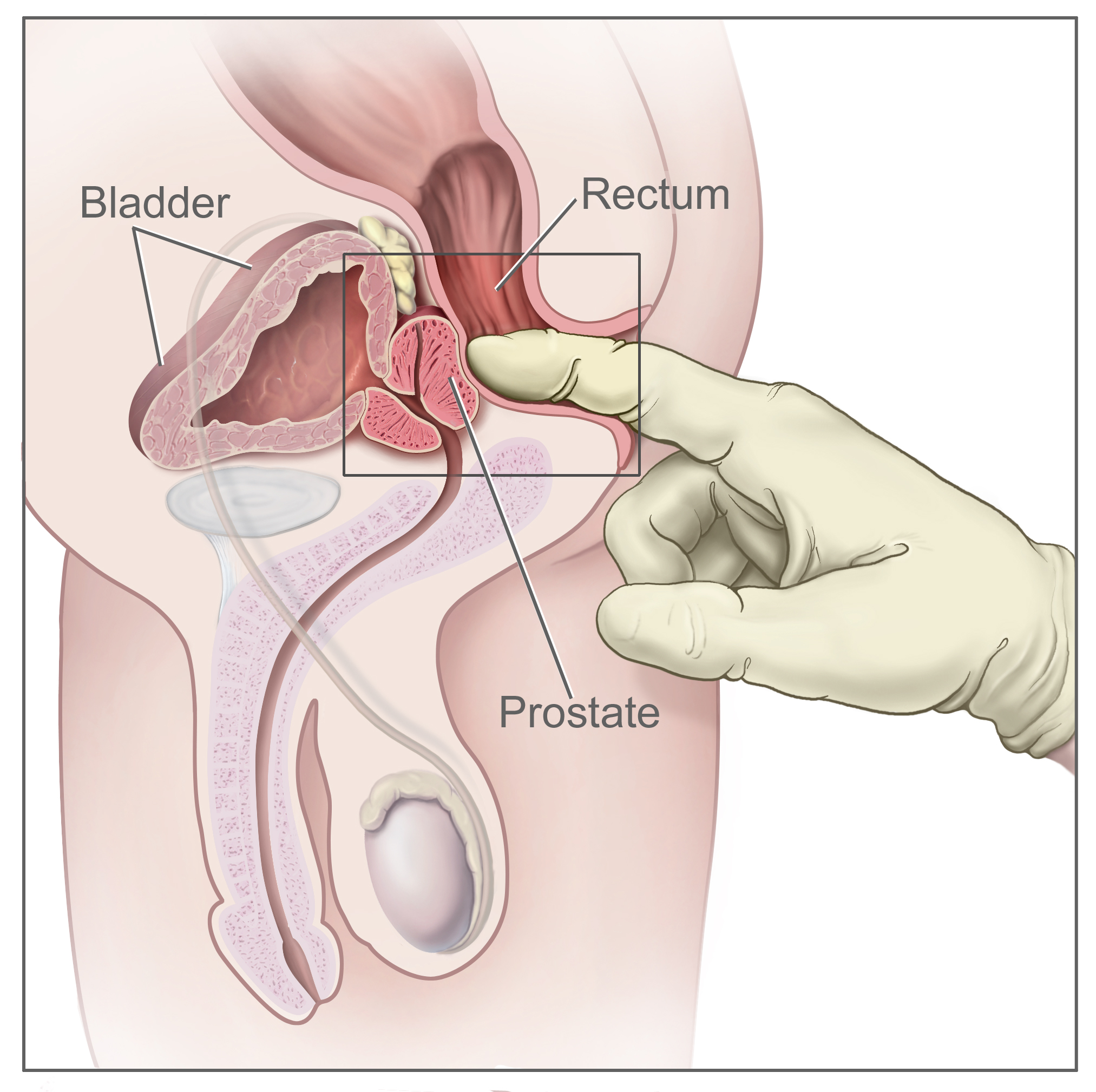
직장을 통한 전립선 자극

전립선 안마 또는 전립선 마사지(prostate massage)는 의학적 목적이나 성적 자극을 위해 전립선을 안마하거나 자극하는 것이다.
전립선은 성적 반응 주기에 참여하며 정액 생산에 필수적이다. 곧창자 앞벽(anterior rectal wall, 직장 전벽)에 가깝기 때문에 곧창자 앞벽이나 샅을 통해 외부에서 자극할 수 있다.

## 의학적 용도

### 직장 손가락 검사
digital rectal examination, 직장손가락검사

### 전기 사정
electroejaculation, 전기 사정

### 일반

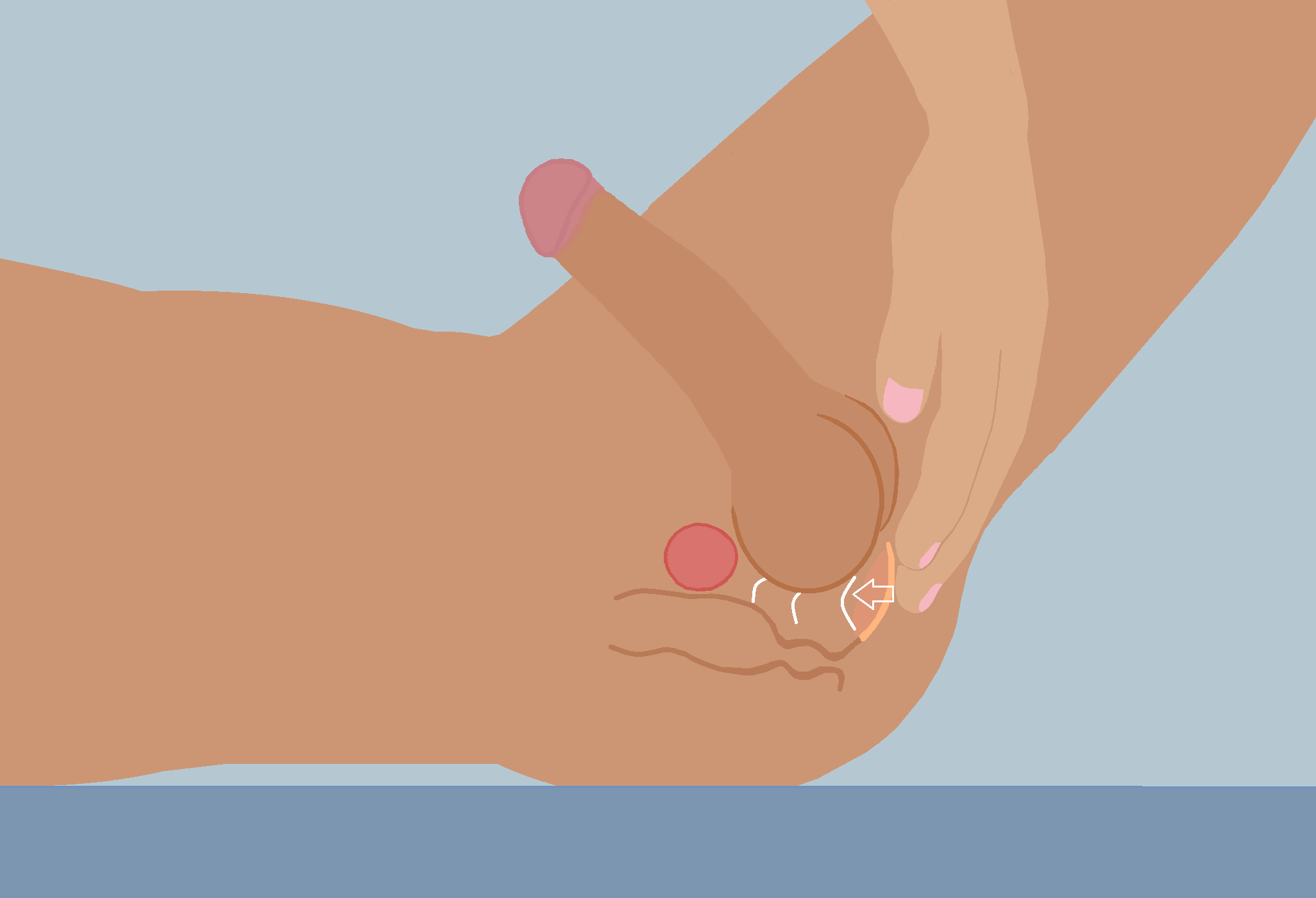
회음부를 압박하고 부드럽게 리드미컬하게 쥐어짜면 압력이 전립선까지 기저 조직으로 전달된다. 회음부 마사지는 성적 각성을 유발하거나 강화할 수 있다.

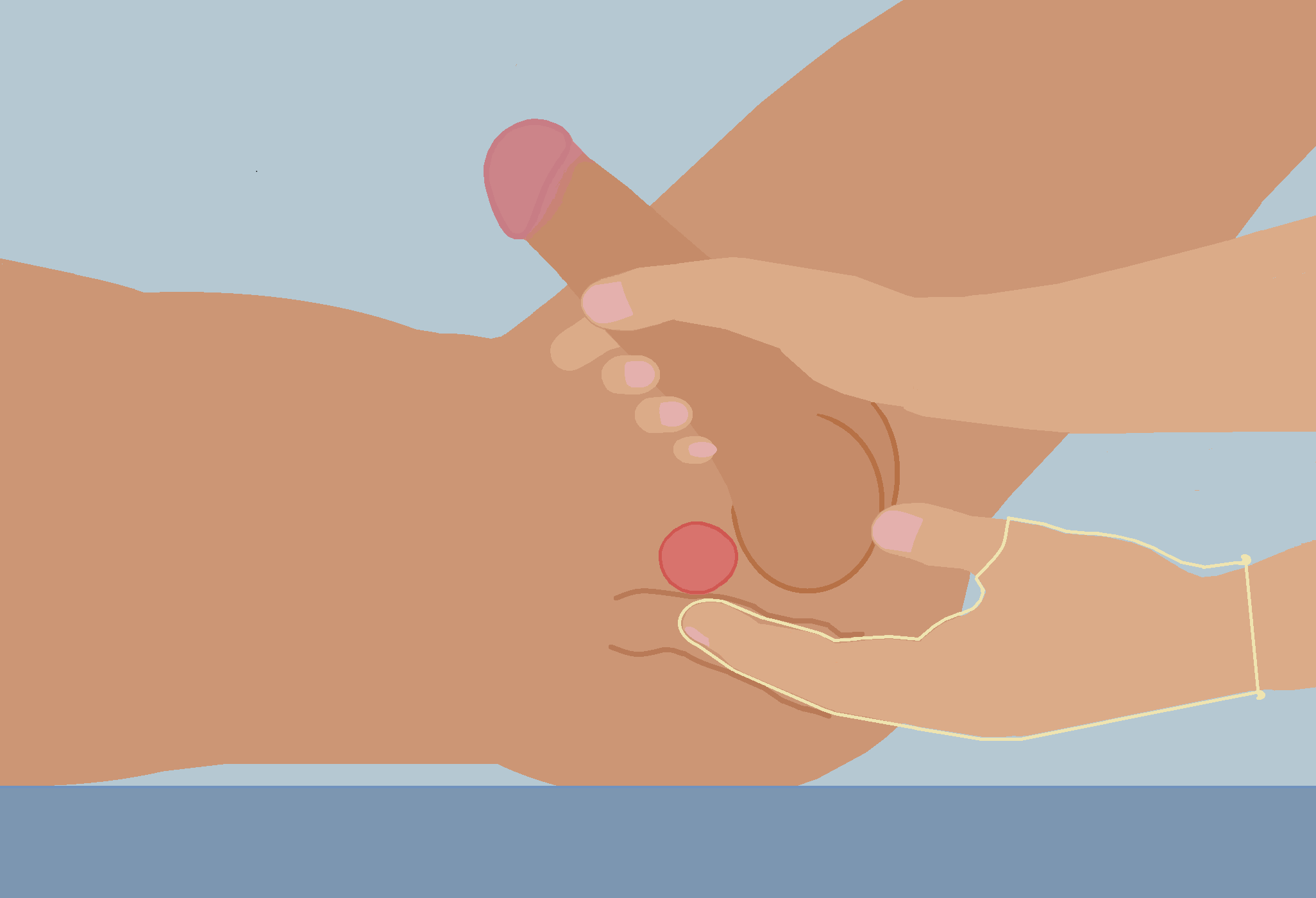
라텍스 장갑으로 보호하고 윤활제를 바른 손가락을 남성이 누워 있는 자세에서 항문과 직장 하부에 삽입하여 양쪽 괄약근을 부드럽게 관통한 후 작고 둥근 기관인 전립선을 음경과 함께 마사지할 수 있다.

## 같이 보기
- 항문 성교